# Tramwaje w Mesynie

Mapa linii tramwajowej w Mesynie.

Tramwaje w Mesynie – system komunikacji tramwajowej działający we włoskim mieście Mesyna.

## Historia
Tramwaje w Mesynie po raz pierwszy uruchomiono w 1917 i działały do 1951 kiedy to je zlikwidowano. Tramwaje powróciły na ulice miasta 3 kwietnia 2003 na trasie Annunziata-Gazzi. Szerokość toru nowo otwartej linii wynosi 1435 mm. Sieć tramwajowa w Mesynie składa się z jednej linii tramwajowej nr 28 biegnącej z północy na południe miasta.

## Tabor
Tramwaje eksploatowane to produkty firmy Alstom typu Cityway w liczbie 15 sztuk.
Każdy tramwaj jest dwukierunkowy, składa się z pięciu członów o długości 22,5 m. Oznaczono je numerami od 01T do 15T.